# Каридица
Каридица (грч. Καρυδίτσα) је насељено место у општини Кожани у периферији Западна Македонија, Грчка. Према попису из 2021. године било је 818 становника.
Према бугарском географу и историчару, Василу Канчову, у Каридици је 1900. године живело 108 Грка. Село се раније звало Спурта.